# Hungry Hearts
Pour plus de détails, voir Fiche technique et Distribution.
Hungry Hearts est un film italien coécrit et réalisé par Saverio Costanzo, sorti en 2014.
Le film est présenté en sélection officielle au festival international du film de Venise en 2014 où il obtient les Prix d'interprétation féminine et  masculine pour Alba Rohrwacher et Adam Driver,,.

## Synopsis
Un couple qui se rencontre par hasard à New York est confronté à une situation de vie ou de mort.

## Fiche technique
- Titre : Hungry Hearts
- Réalisation : Saverio Costanzo
- Scénario : Saverio Costanzo, d'après le roman Il bambino indaco de Marco Franzoso
- Photographie : Fabio Cianchetti
- Montage : Francesca Calvelli
- Musique : Nicola Piovani
- Producteurs : Mario Gianani et Lorenzo Mieli
- Sociétés de production : Wildside et Rai Cinema
- Sociétés de distribution : BAC Films
- Pays d’origine : Italie
- Langue : anglais
- Durée : 109 minutes
- Genre : Film dramatique
- Dates de sortie : 
  -  Italie : 31 août 2014 (Mostra de Venise 2014)
  -  France : 25 février 2015

## Distribution
- Alba Rohrwacher (VF : Ingrid Donnadieu) : Mina
- Adam Driver (VF : Jérôme Rebbot) : Jude
- Roberta Maxwell : Anne
- Jake Weber : Dr. Bill
- Natalie Gold : Jennifer
- Victor Williams
- Victoria Cartagena : Monica
- Cristina J. Huie : l'agent de police du NYPD

## Récompenses  et distinctions

### Récompenses
- Mostra de Venise 2014 :
  - Coupe Volpi du meilleur acteur pour Adam Driver
  - Coupe Volpi de la meilleure actrice pour Alba Rohrwacher

### Sélections
- Festival international du film de Toronto 2014 : sélection « Special Presentations »
- Festival international du film de Venise 2014 : sélection officielle (en lice pour le Lion d'or)